# Raïta
La raïta és un mineral de la classe dels fil·losilicats. Va ser descoberta l'any 1973 en una muntanya del Massís de Lovozero, a la península de Kola, a l'óblast de Múrmansk (Rússia), sent nomenada així en honor de la gesta del grup de científics que l'any 1969 van viatjar en un vaixell construït enterament de papir, al que van batejar Ra.
Un sinònim és la seva clau: IMA1972-010.

## Característiques químiques
És un silicat hidroxilat i hidratat de sodi, manganès i titani. L'estructura molecular és d'un fil·losilicat amb unitats de tetraedres simples d'anells de sis membres connectats mitjançant anells d'octàedres o bandes d'octàedres.
Estructuralment està relacionada amb els fil·losilicats tuperssuatsiaïta (Na(Fe3+)₃Si₈O20(OH)₂·H₂O) i windhoekita (Ca₂(Fe3+)2.67Si₈O20(OH)₄·10H₂O).
A més dels elements de la seva fórmula, sol portar com a impureses: calci, titani, ferro, zirconi, alumini, niobi, tàntal, magnesi, potassi i carboni.

## Formació i jaciments
Apareix en roques nefelines, en les parets de les fractures emplenades amb nefelina en pegmatites alcalines.
Sol trobar-se associat a altres minerals com: nefelina, egirina, mountainita, natrolita, zorita, albita, sodalita, sérandita, analcima, ancilita, epididimita, eudialita o nenadkevichita.